# Whatever
Whatever är en låt av den engelska musikgruppen Oasis. Den är komponerad av Noel Gallagher och utkom som singel i december 1994. Låten ingick inte på något av gruppens studioalbum. Senare kom musikern Neil Innes att stå med som upphovsman då "Whatever" ansågs låna melodislingan från hans komposition "How Sweet to Be an Idiot".

## Listplaceringar
| Lista (1994-1995) | Position             |
| ----------------- | -------------------- |
| Australien        | 40                   |
| Danmark           | 19 ("Tjeklisten")    |
| Finland           | 9                    |
| Frankrike         | 10                   |
| Irland            | 5                    |
| Island            | 3                    |
| Nederländerna     | 48                   |
| Schweiz           | 24                   |
| Storbritannien    | 3 (UK Singles Chart) |
| Sverige           | 10 (Topplistan)      |
| Tyskland          | 73                   |